# خسفة قناب (ثمود)
'

تعديل مصدري - تعديل

خسفة قناب هي إحدى قرى عزلة ثمود بمديرية ثمود التابعة لمحافظة حضرموت، بلغ تعداد سكانها 25 نسمة حسب تعداد اليمن لعام 2004.